# Roel Spanjers
Roel Spanjers (Eindhoven, 21 oktober 1969) is een Nederlands toetsenist, componist en zanger. Hij speelt zowel piano, hammondorgel als accordeon en heeft met veel artiesten samengewerkt, zowel op het podium als in de studio.

## Opleiding
Spanjers groeide op in een muzikaal gezin in het zuidoosten van Noord-Brabant, zijn vader speelde piano. Thuis leerde hij zichzelf spelen. Na zijn middelbareschooltijd studeerde hij geschiedenis, maar voor zijn afstuderen stapte hij helemaal over naar de muziek.

## Carrière
In 1994 werkte hij mee aan het album "Chank-A-Chank" van de zydeco-band Captain Gumbo. In 1997 begeleidde hij de Amerikaanse blues-zanger en -gitarist Luther Allison tijdens diens Europese tour. Datzelfde jaar begint zijn samenwerking met streekgenoot JW Roy, op wiens albums hij vaste toetsenist is. Ook maakt Spanjers regelmatig deel uit van diens begeidingsband "The Royal Family". In 2001 begon hij met zijn broer Erik, Gabriel Peeters en Arwen Linnemann een eigen band onder de naam "Sunset Travelers", later bestaande uit Spanjers met gitarist en zanger Richard van Bergen, drummer Jody van Ooijen en bassist/zanger Nico Heilijgers.

### Birdcatcher
In 2006 bracht Spanjers onder de naam Birdcatchers zijn eerste solo-album uit. Het album werd geproduceerd door broer Erik en Gabriël Peeters, welke laatste op gitaar, drums en percussie meespeelt. Op het album werd één nummer opgenomen van de Sunset Travelers met JJ Goossens op drum. 

### Normaal
In 2007 was Spanjers een van de begeleiders op het solo-album "Opa,vertel" van Normaal-voorman Bennie Jolink.
In 2008 werd Spanjers vaste toetsenist bij deze Achterhoekse band, totdat deze band in 2015 na het 40-jarig jubileum stopte met touren. Wel werkte Spanjers nog mee aan het album Nøhlen uit 2024.

### Samenwerking met Frédérique Spigt
In Walhalla op Katendrecht, nam Frédérique Spigt in 2009 een compilatie-cd met dvd op van haar vroegere werk, wat het begin was van haar samenwerking met Spanjers.

De opnames voor het album "Land" beginnen in september 2011, waarna in 2012 een theatertournee volgt.

"Elvis never left the building" was een theatershow uit 2015, met Spigt, Annet Malherbe, gitarist Janos Koolen en Houk en Kees van Warmerdam. 

Onder de naam "Spigt & Spanjers" brachtenen zij de ep "The Road" uit, een zestal roadsongs. Roel Spanjers nam ook de helft van de composities en de zangpartijen op zich.

### Samenwerking met Ricky Koole
Het Rotterdamse trio Ocobar, uitgebreid met Roel Spanjers begeleidde Ricky Koole in 2013 op haar theatertour "Buitenstaanders". Een programma over buitenstaanders in de muziek. Leo Blokhuis was spreekmeester. In 2014 nam zij met dezelfde begeleiders haar album "No Use Crying" op. In 2016 tourden zij langs de theaters met een programma over New Orleans, met naast Spanjers ook Ruben Hein en het trio Ocobar. In 2017 vervolgde Spanjer met een solo-programma over deze stad met de muziek van o.a. Jelly Roll Morton, Fats Domino en Dr. John.

### Spanjers, Dijsseldonk & Planteijdt
Onder de naam Spanjers, Dijsseldonk & Planteijdt maakte hij in 2015 samen met Eric van Dijsseldonk en Wouter Planteijdt een mini-album met op de muziek van The Band geïnspireerde americana-muziek.

### Jack Hustinx & The Southern Aces
In 2015 begon de samenwerking met Jack Hustinx. Spanjers speelde piano en accordeon op Hustinxs album Over Yonder, waarop Malford Milligan op 4 nummers als leadzanger te gast was. Spanjers begeleidde in de daaropvolgende jaren Milligan zowel solo als met Hustinxs band The Southern Aces. In 2021 werkte Spanjers mee aan Milligans album I Was A Witness op Suburban Records.

### Samenwerking met Big Dave & The Dutchmen
Big Dave is de Belgische mondharmonicaspeler en zanger Dave Reniers, in wiens bluesband Spanjers sinds 2023 piano speelt. 

### Birdcatcher II
Fré Spigt en gitarist Eric van Dijsseldonk zetten Spanjers aan tot het maken van een nieuw album. Onder de naam Birdcatcher II verscheen dit album in september 2024 op Suburban Records. De basis voor het album werd door Spanjers samen met Eric van Dijseldonk vastgelegd in diens studio in Nijmegen. Producer voor het album werd net als voor Birdcatcher Gabriël Peeters, die het album definitief maakte in zijn Uncle Gaba's Sound Studio in Eindhoven. Spanjers zong en speelde op hammondorgel en wurlitzer, van Dijsseldonk speelde op akoestische, elektrische, pedalsteel- en resonatorgitaren en deed aanvullend percussiewerk. Gastmusici waren Arwen Linneman, Nico Heiligers en Bart Wijman op basgitaar, Stefan Wolfs op pedal-steel, Joppe Bestevaar op baritonsax en Peter Delannoye op trombone. Malford Milligan zingt mee op "Your pain in my pain" en de achtergrondzangeressen zijn Simone Roerade en Marjorie Pelgrim.
Het album werd het eerst gepresenteerd in 't Rozenknopje in Eindhoven, waarna een XL-presentatie met alle gastmusici (behalve Milligan) volgde in Kantine Walhalla op Katendrecht. Het drumwerk werd verzorgd door Rob Wijtman en de blazerssectie bestond uit Patrick Votrian op trombone en tuba en Arend Bouwmeester op saxen en aanvullende percussie.

### Dutch Blues Award
Op 27 mei 2025 werd bekend dat Spanjer de Dutch Blues Award in de categorie "muzikant" krijgt toegekend van de Dutch Blues Foundation. De uitreiking is op 5 oktober.

## Persoonlijk
Roel Spanjers is getrouwd met Arwen Linneman. Ze hebben twee zonen.